# Provincia di Valdivia
La provincia di Valdivia è una provincia del Cile, parte della regione di Los Ríos.

## Geografia antropica

### Suddivisioni amministrative
La provincia di Valdivia, dall'ottobre 2007, è costituita da 8 comuni:
- Corral
- Lanco
- Los Lagos
- Mariquina
- Máfil
- Paillaco
- Panguipulli
- Valdivia